# Cachoeira Dourada (Goiás)
| \| Cachoeira Dourada \|                                   |
| Lage der Ortschaft Cachoeira Dourada im Bundesstaat Goiás |
| Cachoeira Dourada                                         |

| Cachoeira Dourada |

Cachoeira Dourada, amtlich portugiesisch Município de Cachoeira Dourada, ist eine brasilianische politische Gemeinde im Süden des Bundesstaates Goiás. Die Bevölkerungszahl wurde zum 1. Juli 2018 auf 8102 Einwohner geschätzt.
Sie wurde erst am 14. Mai 1982 eine selbständige Gemeinde und besteht aus einem Gesamtdistrikt.

Wichtigste Wirtschaftszweige sind ein 1950 eröffnetes Wasserkraftwerk sowie, nachdem in der Nähe des Ortes heiße Quellen entdeckt wurden, der Tourismus.

## Geographische Lage
Cachoeira Dourada grenzt
- im Norden an Itumbiara
- im Süden über den Rio Paranaíba an die gleichnamige Gemeinde im Bundesstaat Minas Gerais, Capinópolis (MG) und Ituiutaba (MG)
- im Westen an Inaciolândia

Sie lag von 1989 bis 2017 in der geostatistischen Mikroregion Meia Ponte.